# Paedocypris progenetica
Paedocypris progenetica е вид малка шаранова риба, ендемична за индонезийските острови Суматра и Бинтан, където се среща в торфените блатни гори и черноводни реки (тип река с бавно движещ се канал, протичащ през залесени блата или влажни зони).
Това е една от най-малките известни риби в света, заедно с видове като Schindleria brevipinguis, като женските достигат максимална стандартна дължина 10,3 mm, мъжките 9,8 mm и най-малкият известен зрял екземпляр е женски, с размери само 7,9 мм. Той държа рекорда за най-краткото известно гръбначно животно, докато жабата Paedophryne amauensis беше официално описана през януари 2012 г., докато паразитните мъжки от морски дяволи Photocorynus spiniceps са дълги само 6,2 милиметра.